# Álvaro Noriega
Álvaro de Jesús Noriega (Barranquilla, 9 de noviembre de 1994) es un beisbolista colombiano que juega como receptor en Caimanes de Barranquilla en las Liga Colombiana de Béisbol Profesional. Estuvo en la organización de los New York Yankees en las Ligas Menores de Béisbol.

## Carrera en Ligas Menores
Jugó entre 2012 y 2015 con la organización de los New York Yankees para las Ligas Menores en las categorías Rockies, Clase A y Clase A Media disputando un total de 164 juegos, anotó 51 carreras, 135 hits, 29 dobles, 3 jonrones, 53 carreras impulsadas y 4 robos de base para un promedio de .241 AVG.

## Estadísticas de bateo en Colombia
| Año     | Equipo                   | Liga | VB  | C  | Hits | HR | CI | BA   | BR |
| ------- | ------------------------ | ---- | --- | -- | ---- | -- | -- | ---- | -- |
| 2012/13 | Leones de Montería       | LCBP | 23  | 1  | 5    | 0  | 2  | .217 | 0  |
| 2013/14 | Leones de Montería       | LCBP | 90  | 9  | 19   | 1  | 6  | .211 | 0  |
| 2014/15 | Caimanes de Barranquilla | LCBP | 90  | 7  | 20   | 0  | 7  | .222 | 1  |
| 2015/16 | Caimanes de Barranquilla | LCBP | 67  | 5  | 12   | 0  | 3  | .179 | 1  |
| 2016/17 | Caimanes de Barranquilla | LCBP | 94  | 10 | 32   | 2  | 9  | .340 | 2  |
| Total   |                          |      | 364 | 32 | 87   | 3  | 27 | .239 | 4  |

## Logros
- Liga Colombiana de Béisbol Profesional:
  - Campeón (2): 2015-16 2018-19 con Caimanes
  - Subcampeón (2): 2013-14 con Leones y 2014-15 con Caimanes

- Juegos Centroamericanos y del Caribe:
  -  Medalla de bronce: 2018.

- Juegos Bolivarianos
  -  Medalla de oro: 2017

- Campeonato Sudamericano de Béisbol:
  -  Tercer lugar: 2016